# Битка при Лехфелд
Битката при Лехфелд (на немски: Schlacht auf dem Lechfeld; на унгарски: Augsburgi csata) на 10 август 955 г. е сражение, завършило с решителна победа за крал Ото I, владетел на Източнофранкско кралство и неговите чешки и немски съюзници над маджарските вождове Булчу, Лел и Шур/Сур, която възпира и прекратява опустошителните нашествия на унгарците в Централна и Западна Европа, последвали тяхното преместване в Карпатите и Панония, след Битката при Южен Буг, в края на IX век.
Битката се провежда се в разположеното южно от обсадения от маджарите град Аугсбург, Бавария, Лехското поле (равнина по поречието на река Лех в близост до тогаващното село Кофнотик, често наводнявана при прииждане на водите). Предполагаемият повод за нея е баварско нападение, при което са отвлечени 4 маджарски принцеси, но войната (водена, освен в Саксония и Бавария, също и в земите на съвременна Белгия), от която е част вероятно е инспирирана от немските ръководители на предхождащо въстание, оглавявано от Лиудолф от Швабия срещу херцог Хайнрих I Баварски, брат на Ото I.
Съотношението на силите в битката е 10 000 франкски тежковъоръжени конници и още толкова съюзнически войници срещу 30 000–на лека кавалерия на маджарите.

## Битката
Исторически извори за Битката при Лехското поле са анонимната хроника "Деянията на унгарците" (Gesta Hungarorum), "Животът на св. Улрих" (Vita Sancti Uodalrici) от Герхард фон Аугсбург и съчиненията (вероятно преди всичко „Деяния на саксите“ (Res gestae saxonicarum)) на бенедиктинския монах Видукинд. 

Според последния след като Ото I "опънал палатката си на територията на гр. Аугсбург", той се присъединява към също лагеруващият наблизо с войските си смъртно болен баварски херцог. Ото I командва пряко около 3000 саксонци. Да им помага идва с голям брой франконски рицари и вече бившия лотарински херцог Конрад Червения (васал на херцога на Бавария). Една дивизия от швабски бойци е под командването на херцог Бурхард, съпруг на Хедвига (Хадвиг), дъщеря на Хайнрих I Баварски.
Окуражените от появата на Конрад воини скоро се впускат в бой с унгарците. Начело на всеки отряд от армията си маджарите носят знамена от конски или якски (по-вероятно - от зубър) опашки, оцветени в ярки цветове. Те откриват битката с нападение срещу швабите, което обявяват чрез надуване на рогове, биене на чинели и страховитите викове. Техният предводител Булчу е впечатляващо снаряжен с пера по шлема си и кръгъл посребрен щит.
Ото разгръща отрядите си в единична линия, без резерв. От дясно наляво линията се държи от франконците на Конрад, трите баварски и двата швабски отряда и отряда на Ото. Бохемският (т.е. чешкият на крал Болеслав I) отряд остава да защитава лагера. След като Ото се приближава към маджарите, голям отряд техни конници неочаквано прекосява Лех и неговият внезапно се оказва обграден по фланга от голям брой вражески бойци, което го заплашва с пълно обкръжение от двете по-големи маджарски армии. Маджарите начеват бързо фронтално нападение в типичен рояк от конни стрелци, обсипващи със стрели франкските рицари, но това е военна хитрост. Основата атака е покрай фланга на Ото срещу лагера, където са разбити рицарите на Болеслав I. Част от унгарците, които извършват фланговия маньовър, обаче слизат от конете си, за да плячкосат франкския обоз. Ото успява да изпрати част от воините си, които помитат изненаданите маджари.
В отговор маджарите удрят швабската дивизия в тил и на предната линия. Швабите са дезорганизирани от двойното нападение, но не се паникьосват, а отстъпват пробивайки си път към кралските части. Ото I заповядва на Конрад Червения да изтегли отряда си от крайното дясно крило и да се придвижи зад франкската линия, за да помогне на швабите на левия фланг. Рицарите на Конрад се втурват първо срещу фланговия отряд на маджарите, а после предприемат директна атака срещу основната маджарската армия. Маджарите обстрелват със стрели добре бронираните франкски воини, но без особен успех и тежката франкска кавалерия се врязва в маджарската линия. Франкските воини повеждат ръкопашен бой, което не позволява на маджарите да използват предпочитаната си тактика удряй и бягай. Маджарският предводител Булчу се опитва да привлече врага в преследване, за да разбие строя им, но опитът му не успява. Франките удържат формацията си и разгромяват маджарите, които бягат от бойното поле. Настигнатите маджари са посечени.
Франкските воини поддържат дисциплинирано преследване през следващите два дни, за разлика от други битки с маджарите, когато ентусиазирано са се впускали напред и разпръсквали (с което се излагат на нови нападения и засади). Виждайки, че губят, маджарите бягат през реката. Много са убити докато напрягат уморените си коне по стръмния и хлъзгав западен бряг на Лех. След като франксите воини превземат и плячкосват маджарския лагер, маджарите се отправят към Панония. Те са принудени да направят дълго отклонение на юг и изток, по време на което много малки отряди са настигнати (или пресрещнати) и избити от местни хора. Пленените маджари са или екзекутирани или върнати на княза им Такшон/Таксони, с отрязани носове и уши. Унгарските водачи Булчу, Лел и Сур, са пленени и обесени в Регенсбург от херцога на Бавария. В отговор маджарите избиват франкски си пленници.

## Последици
На бойното поле франкските благородници издигат Ото I на щитовете си и го провъзгласяват за император. След няколко години Ото е коронован в Рим за император на Германия от папа Йоан XII - като такъв той е известен под името Отон Велики. 
Битката на Лехското поле е краят на вековните набези на маджарите на запад и след премахването на тази заплаха през втората половина на 10 век Източната Франкска държава преживява културен, религиозен и икономически разцвет.